# Arquebisbat de Pescara-Penne
L'arquebisbat de Pescara-Penne (italià: arcidiocesi di Pescara-Penne; llatí: Archidioecesis Piscariensis-Pinnensis) és una seu metropolitana de l'Església catòlica, que pertany a la regió eclesiàstica Abruços-Molise. El 2004 tenia 292.000 batejats d'un total de 298.000 habitants. Actualment està regida per l'arquebisbe Tommaso Valentinetti.
Els patrons de la diòcesi són sant Ceteu d'Amiterno per Pescara i sant Màxim d'Aveia Levita per Penne.

## Territori

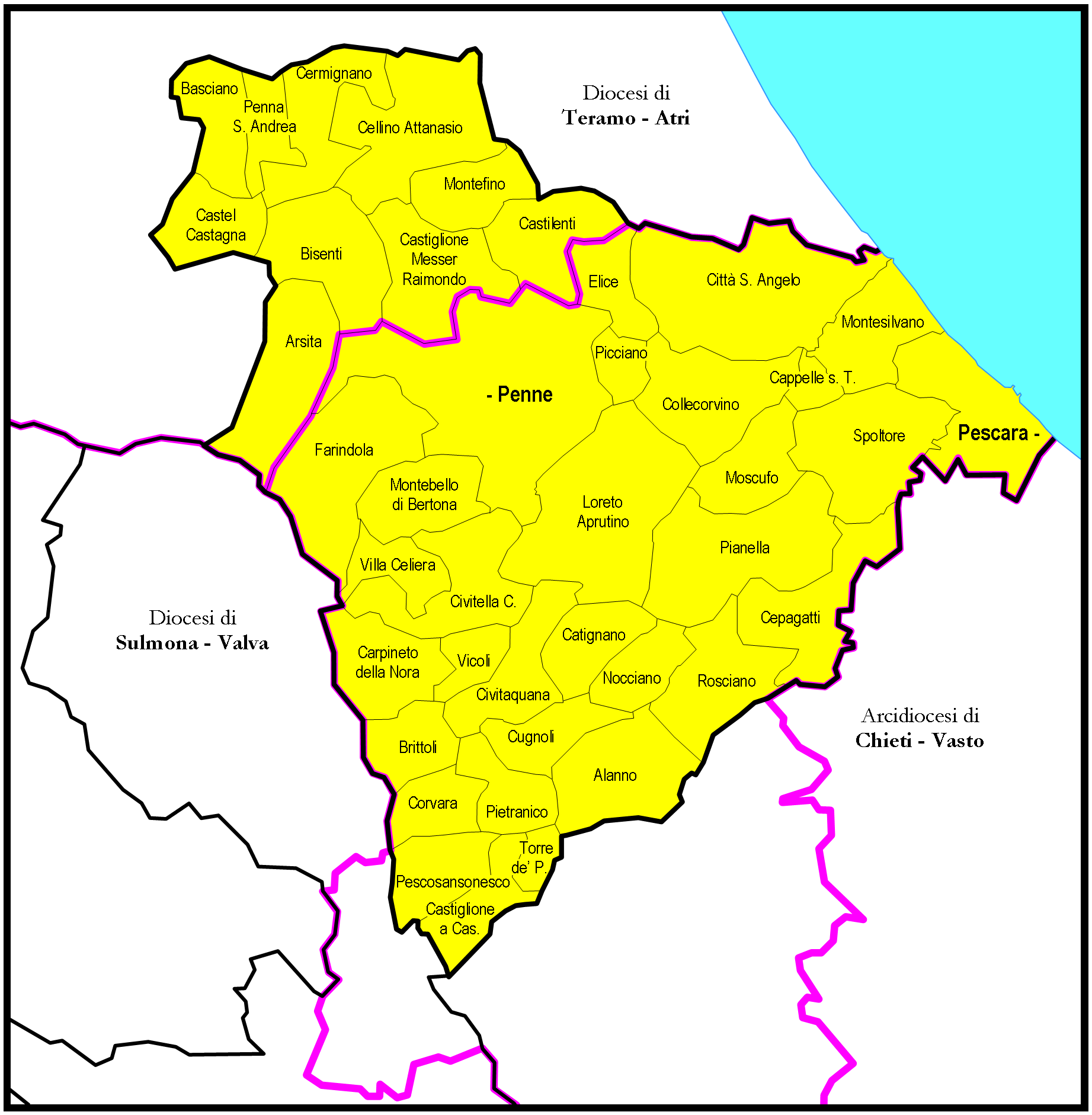

El territori de l'arxidiòcesi correspon a l'àrea considerada vestina, pel nom de l'antiga població que hi habitava a l'època preromana. Comprèn 125 parròquies que ocupen 41 municipis dels Abruços, 31 a la província de Pescara i 10 a la província de Teramo i la part Pretaro de Francavilla (a la província de Chieti).
La catedral de Pescara, titulada a Sant Ceteu i a tots els Sants Pontífex, i el Temple Nacional de la Conciliació, construït a partir de 1933 per celebrar la signatura dels Pactes del Laterà; a Penne hi ha la cocatedral dedicada a San Màxim, les relíquies del qual es van portar al 868.
Les parròquies estan agrupades en 12 arxiprestats: Castiglione Messer Raimondo, Cepagatti, Cermignano, Montesilvano, Penne, Pescara Centrale, Pescara Colli, Pescara Nord, Pescara Porta Nuova, Pescara Sud, Spoltore i Torre de' Passeri.

## Història

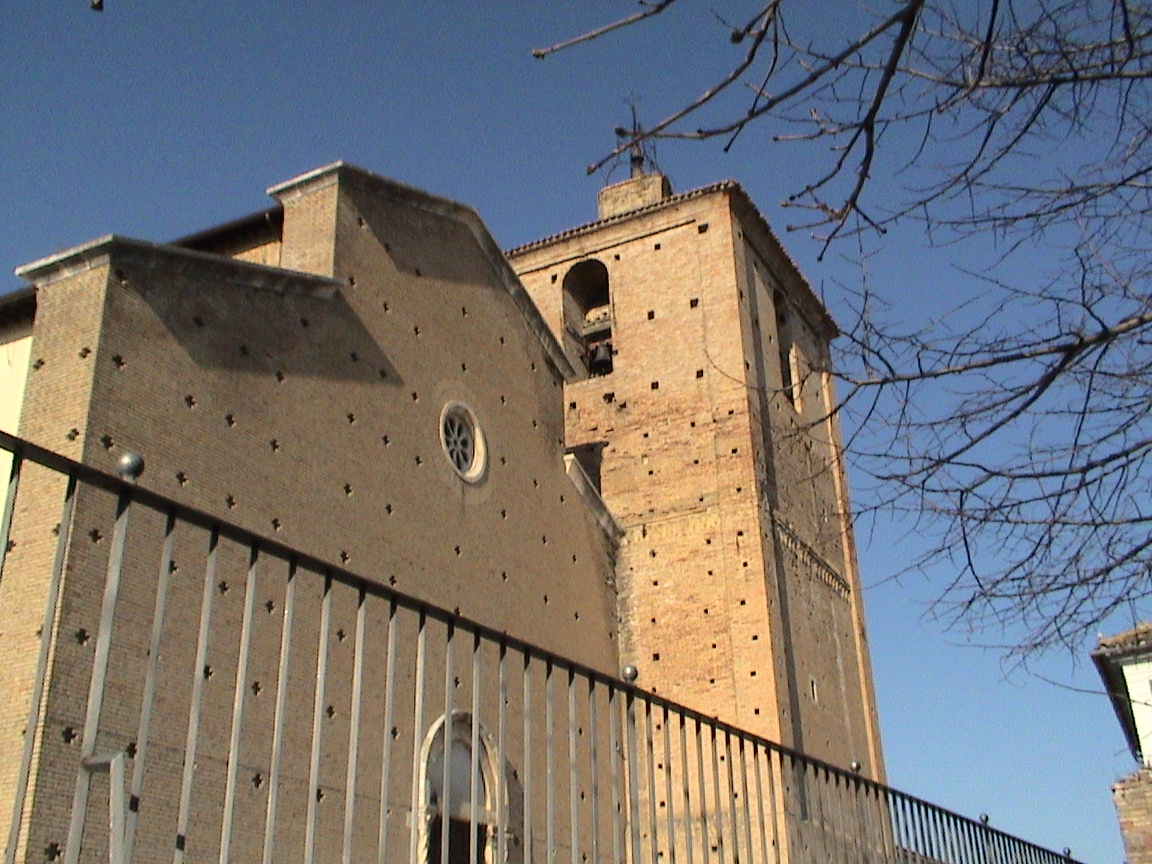
La cocatedral de San Massimo a Penne

Es tenen notícies de Penne com a seu episcopal com a mínim a partir del segle v, però els primers documents daten de l'època carolíngia (segle ix). Tot i no tenir proves històriques, però existint una tradició secular, es considera que la fundació de la diòcesi de Penne va ser obra per part del deixeble de Jesús Patras.
El 15 de març de 1252 va quedar unida aeque principaliter a la diòcesi d'Atri, mitjançant la butlla Licet ea del Papa Innocenci IV.
L'1 de juny de 1526 el Papa Climent VII, amb la butlla Super Universas, la va fer sufragània de la seu Chieti. Malgrat això, aquesta mesura no va estendre's en el temps: el 1539, a petició de la duquessa de Penne Margarida d'Àustria, el Papa Pau II la tornà a fer immediatament subjecta a la Santa Seu.
Després de la fundació de la ciutat de Pescara el 1927, l'1 de juliol de 1949, en virtut de la butlla Dioecesium circumscriptiones del Papa Pius XII:
- es dissolgué la unió amb la diòcesi d'Atri, que estava unida a la diòcesi de Teramo;
- s'annexionà a la diòcesi de Penne part del territori de la diòcesi de Chieti, corresponent a les 5 parròquies del municipi abolit de Castellammare Adriatico;
- la diòcesi assumí el nom de diòcesi de Penne-Pescara després del trasllat a Pescara de la càtedra diocesana, de la seu episcopal, del capítol de canonges, de les oficines de la cúria episcopal i del seminari;
- l'església de San Màxim de Penne esdevingué cocatedral de la diòcesi que restà, com abans, immediatament subjecta a la Santa Seu.

La diòcesi va ser elevada al rang d'arxidiòcesi metropolitana el 2 de març de 1982 per la butlla Ad maiorem quidem, del Papa Joan Pau II, adoptant al mateix temps el seu nom actual.
El 31 de maig de 2010 la parròquia de Maria Santissima Madre di Dio, que pertany a Pretaro (municipi de Francavilla al Mare), va ser agregada a l'arquebisbat de Chieti-Vasto.

## Cronologia episcopal

### Bisbes de Penne
- San Patras? † (segle i)
- Romano? † (citat el 499)[1]
- Amodeo † (inicis de 817 - finals de 835)
- Garibaldo I † (citat el 840)
- Giacomo † (citat el 844)
- Giraldo † (citat el 868)
- Elamanno o Elmoino † (citat el 872)
- Grimoaldo I o Garibaldo II † (citat el 873)
- Gaidolfo † (citat el 962)
- Giovanni † (citat el 963)
- Giovanni Falertano † (inicis de 1037 - ? dimití)
- Berardo † (citat el 1055)
- Pampo ed Eriberto † (citat el 1061)
- Grimoaldo II † (citat el 1115)
- Odorisio † (?)
- Grimoaldo III † (citat el 1122)
- Odorisio † (1160 ? - 1189)
- Ottone di Loreto e Conversano † (1190 - 19 d'abril de 1198 mort)
  - Berado Rainense † (bisbe electe)
- Gualderico, O.Cist. † (vers 1200 - 1215 mort)
- Anastasio di Venanzio † (1215 - 1216 mort)
- Gualterio, O.S.B. † (1216 - finals de 1220)

### Bisbes de Penne e Atri
- Beroaldo † (1252 - ?)
- Giovanni di Penne † (1260 - ?)
- Gualtiero † (25 de gener de 1264 - ?)
- Beroaldo † (1268 - ?)
- Leonardo da Siena, O.S.M. † (inicis de 1285 - 1302 mort)
- Bernardo Lucii, O.S.M. † (11 d'abril de 1302 - 1321 ? mort)
- Raimondo, O.S.B. † (28 de juny de 1321 - 1324 ? mort)
- Guglielmo da San Vittore † (14 de novembre de 1324 - de març de 1326 dimití)
- Niccolò, O.Cist. † (13 de març de 1326 - 1352 mort)
- Marco Ardinghelli, O.P. † (5 de novembre de 1352 - 31 de gener de 1360 nomenat bisbe de Camerino)
- Gioioso de Chiavelli † (31 de gener de 1360 - 9 de gener de 1374 nomenat bisbe de Camerino)
- Barnaba Malaspina † (31 de gener de 1374 - 1380 nomenat arquebisbe de Pisa)
- Agostino da Lanciano † (14 de febrer de 1380 - 29 d'octubre de 1390 nomenat bisbe de Perusa)
  - Pietro Albertini † (1385 - ?) (antibisbe)
- Pietro Staglia, O.P. † (11 de gener de 1391 - 1393 mort)
- Antonio Petrucci † (27 de setembre de 1393 - 1411 mort)
- Pietro di Castelvecchio, O.F.M. † (3 de novembre de 1411 - 1413 ? mort)
- Giacomo De Turdis † (28 de gener de 1415 - 1 de febrer de 1419 nomenat bisbe de Spoleto)
  - Giacomo De Turdis † (1 de febrer de 1419 - 28 de novembre de 1420 dimití) (administrador apostòlic)
- Delfino Nanni Gozzadini, O.Cist. † (28 de novembre de 1420 - 23 de març de 1433 nomenat bisbe de Fossombrone)
- Giovanni da Palena[2] † (23 de març de 1433 - 21 d'octubre de 1454 nomenat bisbe d'Orvieto)
- Giacomino Benedetti † (21 d'octubre de 1454 - ?)
- Amico Bonamicizia[3] † (23 d'agost de 1456 - 1462 dimití)
- Antonio Probi[4] † (4 de març de 1463 - 1482 mort)
- Troilo d'Agnese † (30 d'octubre de 1482 - 17 de desembre de 1483 nomenat bisbe de Telese)
- Matteo Giudici † (17 de desembre de 1483 - 1495 mort)
- Felino Sandei † (4 de maig de 1495 - 1502 dimití)
- Niccolò Piccolomini † (24 de gener de 1502 - 1503 mort)
- Giovanni Battista Valentini Cantalicio † (19 de novembre de 1503 - 1514 dimití)
- Valentino Valentini Cantalicio † (28 de juny de 1515 - 1550 mort)
- Leonello Cibo † (19 de gener de 1551 - 1554 dimití)
- Tommaso Contuberio † (27 d'agost de 1554 - 1561 dimití)
- Jacopo Guidi † (2 de juny de 1561 - 1568 dimití)
- Paolo Odescalchi † (27 de febrer de 1568 - 1572 mort)
- Giambattista de Benedictis † (5 de setembre de 1572 - 1591 mort)
- Orazio Montani (Montano) † (20 de març de 1591 - 25 de novembre de 1598 nomenat arquebisbe d'Arle)
- Tommaso Balbani † (15 de desembre de 1599 - 1621 mort)
- Silvestro Andreozzi † (17 de març de 1621 - de gener de 1648 mort)
- Francesco Massucci † (18 de maig de 1648 - de setembre de 1656 mort)
- Gaspare Borghi (Burgi) † (15 de gener de 1657 - d'agost de 1661 mort)
- Esuperanzio Raffaelli † (21 de novembre de 1661 - 24 de març de 1668 mort)
- Giuseppe Spinucci † (14 de maig de 1668 - 7 de desembre de 1695 mort)
- Vincenzo Maria de Rossi, O.F.M.Conv. † (23 de juliol de 1696 - 10 de juny de 1698 mort)
- Fabrizio Maffei † (22 de desembre de 1698 - de juny de 1723 mort)
- Francesco Antonio Bussolini, O.S.B.Cel. † (27 de setembre de 1723 - 20 de març de 1746 mort)
- Innocenzo Gorgoni, O.S.B.Cel. † (2 de maig de 1746 - 13 de febrer de 1755 dimití)
- Gennaro Perrelli † (21 de juliol de 1755 - 27 de maig de 1761 mort)
- Giuseppe Maria de Leone † (25 de gener de 1762 - 7 d'abril de 1779 mort)
- Bonaventura Calcagnini † (12 de juliol de 1779 - vers 1797 mort)
  - Sede vacante (1797-1805)
- Niccolò Francesco Franchi † (26 de juny de 1805 - de novembre de 1815 mort)
  - Sede vacante (1815-1818)
- Domenico Ricciardone † (25 de maig de 1818 - 24 de juliol de 1845 mort)
- Vincenzo d'Alfonso † (12 d'abril de 1847 - 23 de desembre de 1880 mort)
- Luigi Martucci † (23 de desembre de 1880 - 16 de desembre de 1889 mort)
- Giuseppe Morticelli † (23 de juny de 1890 - 11 de desembre de 1905 dimití)
- Raffaele Piras † (9 de desembre de 1906 - 23 d'agost de 1911 mort)
- Carlo Pensa † (27 d'agost de 1912 - 16 de desembre de 1948 mort)

### Bisbes de Penne-Pescara
- Benedetto Falcucci † (2 de juliol de 1949 - 1 de gener de 1959 dimití)
- Antonio Iannucci † (15 de febrer de 1959 - 2 de març de 1982 nomenat arquebisbe)

### Arquebisbes de Pescara-Penne
- Antonio Iannucci † (2 de març de 1982 - 21 d'abril de 1990 jubilat)
- Francesco Cuccarese (21 d'abril de 1990 - 4 de novembre de 2005 jubilat)
- Tommaso Valentinetti, des del 4 de novembre de 2005

## Estadístiques
A finals del 2004, la diòcesi tenia 292.000 batejats sobre una població de 298.000 persones, equivalent al 98,0% del total.
| any  | població | població | població | sacerdots | sacerdots       | sacerdots       | sacerdots             | diaques | religiosos | religiosos | parroquies |
| ---- | -------- | -------- | -------- | --------- | --------------- | --------------- | --------------------- | ------- | ---------- | ---------- | ---------- |
| any  | batejats | total    | %        | total     | clergat secular | clergat regular | batejats por sacerdot | diaques | homes      | dones      |            |
| 1950 | 234.500  | 235.000  | 99,8     | 171       | 102             | 69              | 1.371                 |         | 69         | 150        | 71         |
| 1970 | 270.000  | 270.500  | 99,8     | 165       | 115             | 50              | 1.636                 |         | 60         | 440        | 103        |
| 1980 | 255.300  | 255.900  | 99,8     | 159       | 131             | 28              | 1.605                 | 1       | 36         | 426        | 120        |
| 1990 | 274.400  | 275.600  | 99,6     | 205       | 138             | 67              | 1.338                 | 7       | 85         | 402        | 139        |
| 1999 | 292.680  | 298.680  | 98,0     | 206       | 139             | 67              | 1.420                 | 14      | 76         | 395        | 126        |
| 2000 | 292.000  | 298.000  | 98,0     | 212       | 147             | 65              | 1.377                 | 15      | 72         | 403        | 126        |
| 2001 | 292.000  | 298.000  | 98,0     | 208       | 143             | 65              | 1.403                 | 15      | 72         | 398        | 126        |
| 2002 | 292.000  | 298.000  | 98,0     | 205       | 140             | 65              | 1.424                 | 15      | 72         | 398        | 126        |
| 2003 | 292.000  | 298.000  | 98,0     | 201       | 136             | 65              | 1.452                 | 16      | 72         | 398        | 126        |
| 2004 | 292.000  | 298.000  | 98,0     | 197       | 132             | 65              | 1.482                 | 16      | 72         | 398        | 126        |